# Герб Сахарської Арабської Демократичної Республіки
Герб Арабської Демократичної республіки Західна Сахара — символ, створений Фронтом Полісаріо, рухом за незалежну Західну Сахару. 27 лютого 1976 року Фронт ПОЛІСАРІО проголосив Арабську Демократичну республіку Західна Сахара.
На гербі зображено дві схрещені гвинтівки з прапорами АДЗС, над ними — червоний півмісяць і зірка — символи ісламу. Герб обрамлений двома оливковими гілками по обидва боки. На червоній стрічці арабською мовою написано девіз Полісаріо «حرية ديمقراطية وحدة» (укр. мовою: «Свобода, Демократія, Єдність»).